# Coenonympha symphita
Coenonympha symphita är en fjärilsart som beskrevs av Lederer 1870. Coenonympha symphita ingår i släktet Coenonympha och familjen praktfjärilar. Inga underarter finns listade i Catalogue of Life.